# Matter
Matter je slovenska trap glasbena skupina iz Kamnika. Deluje od leta 2015. Sestavljajo jo Dario Nožić Serini - Dacho, Luka Lah - Levanael in Matej Tunja - Tunja. Prvi koncert je imela skupina v začetku leta 2015, z aktivnim koncertiranjem pa je kmalu postala ena od najbolj priljubljenih izvajalcev hip-hop glasbe v Sloveniji.
Septembra 2015 je imela skupina koncert v Kinu Šiška, na katerem je občinstvo skupaj z njimi odrapalo precej njihovih skladb, čeprav jih je dotlej lahko slišalo le v živo na koncertih. Trojec je odziv presenetil in v šali so izjavili, da »postajajo pravi boy band«. Skupina navdiha ne črpa iz zgodnje hip hop glasbe, temveč iz punka, surrealističnih del Alberta Camusa in filmov režiserjev, kot so Jim Jarmusch, Wes Anderson in Terry Gilliam.

## Zgodovina

### 2015–2017: Začetek inAmphibios
Pred 2015 sta bila Dario Nožić Serini in Matej Tunja člana kamniške hip hop skupine Illusion Art skupaj z raperjem in producentom Adamom Mulalićem. Maja 2015 so izdali mikstejp z naslovom Seme vesolnga, skupina Illusion Art pa je po tem nehala biti aktivna, že nekaj časa pred tem pa se je oblikoval projekt Matter. Adam Mulalić se je kot solo izvajalec ADAMM posvetil ustvarjanju techno in tudi drum and bass glasbe z imenom AIA.
V živo so na začetku pogosto nastopali ob kontemporarnih zasedbah Your Gay Thoughts in Napravi mi dete. Maja 2015 so na YouTubeu izdali videospot za pesem "Meduze", ki je bil deležen pozitivnega odziva poslušalcev in velja za njihovo najbolj znano pesem, februarja 2016 pa je izšla še pesem "Safari", ki je napovedala izdajo studijskega albuma. Marca so na YouTube naložili EP z naslovom Predjed, ki je vseboval štiri pesmi. Skupina je pri založbi rx:tx 20. maja izdala svoj prvenec z naslovom Amphibios. Predstavljen je bil teden kasneje v KUD France Prešeren. Izdaji albuma sta sledila še videspota za pesmi "Dizeldorf" in "Skit, ki bo hit".

### 2017–danes:Mrkin večja popularnost terTroglav
Leta 2017 je skupina snemala material za nov studijski izdelek. Prvi singl z novega albuma, "Sinovi moje madre", je izšel aprila 2017, naslov albuma Mrk pa je bil napovedan z izdajo drugega singla "Mana", ki ga izvajajo Matter skupaj s stoner rock zasedbo persons from porlock. Uradna predstavitev albuma je potekala na dan uradnega izida, 22. septembra 2017, v Kinu Šiška ob 8. obletnici njegovega delovanja. V istem večeru sta imeli koncert tudi synthpop skupina Futurski in persons from porlock. Goran Kompoš, novinar za Mladino, je skupino označil za "v fenomen, ki si priljubljenosti za nameček ne nabira z običajnimi trženjskimi manevri, pač pa preprosto z glasbo, s katero nagovarja širok profil poslušalcev".
Decembra 2017 je skupina izdala knjigo poezije z naslovom Mrak. V letu 2018 je imela skupina nekaj manjših koncertov. Izdali so dva singla ("Le le" in "Sedimenti"), na katerih je prevladoval pevski vokal z uporabo Auto-Tunea. Oktobra 2018 je skupina naznanila, da bo decembra izdala nov studijski album in ga predstavila na koncertu v Kinu Šiška. Novembra je izšel še singl "27 kometov", s katerim so naznanili, da bo bodo izdali tri EP-je, ki jih bodo izdali kot skupen album Troglav. Skupina je album opisala kot "saga pod Alpami." Naslovi EP-jev so Troglav I (30. november), Troglav II (7. december) in Troglav III (14. december). Ob izidu tretjega dela, Troglav III, je bila v Kinu Šiška v Ljubljani tudi uradna predstavitev albuma. Poleg Matter sta nastopila tudi nu dance projekt YGT in neuveljavljeni raper Acty. 22. decembra so imeli koncert tudi v Kinu Udarnik v Mariboru, nastopil je tudi raper YNGFirefly.
V letu 2019 je imela skupina več koncertov. Sodelovali so tudi s producentom YNGFireflyjem – gostujejo na pesmi "Deno 2000" njegovega mikstejpa Ignorant.
Leta 2020 so izdali novi pesmi Vanilla in Kameleoni. Od tega leta naprej sodelujejo tudi z Gregorjem Kocijančičem (z umetniškim imenom Tsujigirl) pod imenom Better. Izdali so album Testament ljubezni.

## Člani
- Dario Nožić Serini - Dacho
- Luka Lah - Levanael
- Matej Tunja - Tunja

## Diskografija
Studijski albumi
Kot Matter:
- Amphibios (2016)
- Mrk (2017)
- Troglav (2018)
- Haos (2022)

Kot Better (skupaj z Tsujigirijem):
- Testament ljubezni (2020)
- Harakiri (2021)

EP-ji
- Predjed (2016)
- Omaž (2022)

## Videospoti
| Leto | Mesec    | Naslov                          | Režiser                                           | Album            |
| ---- | -------- | ------------------------------- | ------------------------------------------------- | ---------------- |
| 2015 | maj      | "Meduze"                        | Katarina Rešek - Kukla                            | nealbumski singl |
| 2016 | februar  | "Safari"                        | Matter in Matic Zavodnik                          | Amphibios        |
| 2016 | maj      | "Dizeldorf"                     | Katarina Rešek - Kukla                            | Amphibios        |
| 2016 | junij    | "Skit, ki bo hit"               | Matic Zavodnik                                    | Amphibios        |
| 2016 | julij    | "Anakonda" (feat. КУКЛА)        | Katarina Rešek - Kukla                            | Amphibios        |
| 2017 | april    | "Sinovi moje madre"             | Lovro Podobnik                                    | Mrk              |
| 2017 | junij    | "Mana" (s persons from porlock) | Blaž Završnik                                     | Mrk              |
| 2017 | november | "Bejrut"                        | Jan Senčur                                        | Mrk              |
| 2017 | november | "Ljubljana"                     | Jan Senčur                                        | Troglav          |
| 2017 | december | "Raveland legende"              | Bonino Englaro, Nikolaj Mulej                     | Mrk              |
| 2018 | januar   | "Le le"                         | Janez Kocbek                                      | nealbumski singl |
| 2018 | junij    | "Sedimenti"                     | Janez Kocbek                                      | Troglav          |
| 2018 | november | "27 kometov"                    | Multipraktik films, Miha Brodarič, Matic Zavodnik | Troglav          |
| 2018 | december | "Jiu Jitsu"                     | Bonino Englaro                                    | Troglav          |
| 2019 | julij    | "Aurora"                        | Cedric Jereb                                      | Troglav          |
| 2020 | junij    | "Zonzei" (z Mrfy)               | Bonino Englaro                                    | Use              |